# Giovanni Battista Velluti
Giovanni Battista Velluti (Montolmo, 28 gennaio 1780 – Sambruson, 22 gennaio 1861) è stato un cantante castrato italiano.
Viene considerato l'ultimo dei grandi castrati.

## Biografia
Che il suo vero cognome  fosse Stracciavelluti, cambiato successivamente in Velluti per ragioni artistiche, Giovanni Battista lo sostenne per presentare la sua evirazione come errore medico in quanto i genitori lo avrebbero destinato alla carriera militare tradizionale della famiglia il cui cognome sarebbe derivato da un avo spadaccino. Il suo debutto avvenne a Forlì nel 1800, e negli anni successivi si esibì a lungo a Roma in varie opere, soprattutto per i compositori Giuseppe Niccolini e Francesco Morlacchi, che divennero i suoi favoriti.
Divenne noto, oltre che per le sue eccezionali doti artistiche, per i suoi atteggiamenti difficili e "divistici", anche di fronte a personaggi di rango venuti per ascoltarlo, come l'imperatore Napoleone, o a compositori come Gioachino Rossini. Nonostante la sua condizione, Velluti ebbe numerose avventure erotiche, e la sua relazione con una giovane nobildonna milanese, nel 1809, suscitò un certo scandalo.
Si esibì in Baviera, a Vienna e a San Pietroburgo (dove divenne l'amante di una granduchessa di casa Romanov). Interpretò il cavaliere cristiano Armando ne Il crociato in Egitto di Giacomo Meyerbeer, parte scritta appositamente per lui e che gli fece riscuotere un enorme successo.
Nel 1825 si recò in Inghilterra: era la prima volta dopo 24 anni che tornava ad esibirsi a Londra un castrato, e la reazione del pubblico, il cui gusto si era evoluto in altre direzioni, fu inizialmente ostile, ma in seguito fu applaudito. L'opera era sempre Il crociato in Egitto, in cui cantava anche la giovane Maria Malibran. Cosa insolita per quel tempo, per la stagione 1826 a Velluti venne affidata la sovrintendenza del teatro londinese: egli, che già da tempo teneva ad essere informato sui dettagli di allestimento delle opere in cui si esibiva, lavorò con grande cura: fu uno dei primi ad insistere sull'importanza della fedeltà storica nei costumi.
La sua popolarità andò però rapidamente scemando, anche perché la sua voce stava ormai declinando, e le sue esibizioni venivano interrotte da incidenti sgradevoli e battute ironiche del pubblico, così che nel 1829 Velluti lasciò Londra molto irritato, per non farvi più ritorno. Da allora si esibì in pubblico più raramente, fino a che poco dopo non si ritirò del tutto dalle scene.
Si trasferì a Sambruson di Dolo (VE) in una grande residenza, un tempo barchessa della villa Avogadro, già da lui acquistata fin dal 1822. La villa è una delle tante ville venete lungo la Riviera del Brenta, meglio conosciuta oggi col nome di Villa Baffo-Vezzi-Avogadro-Velluti.

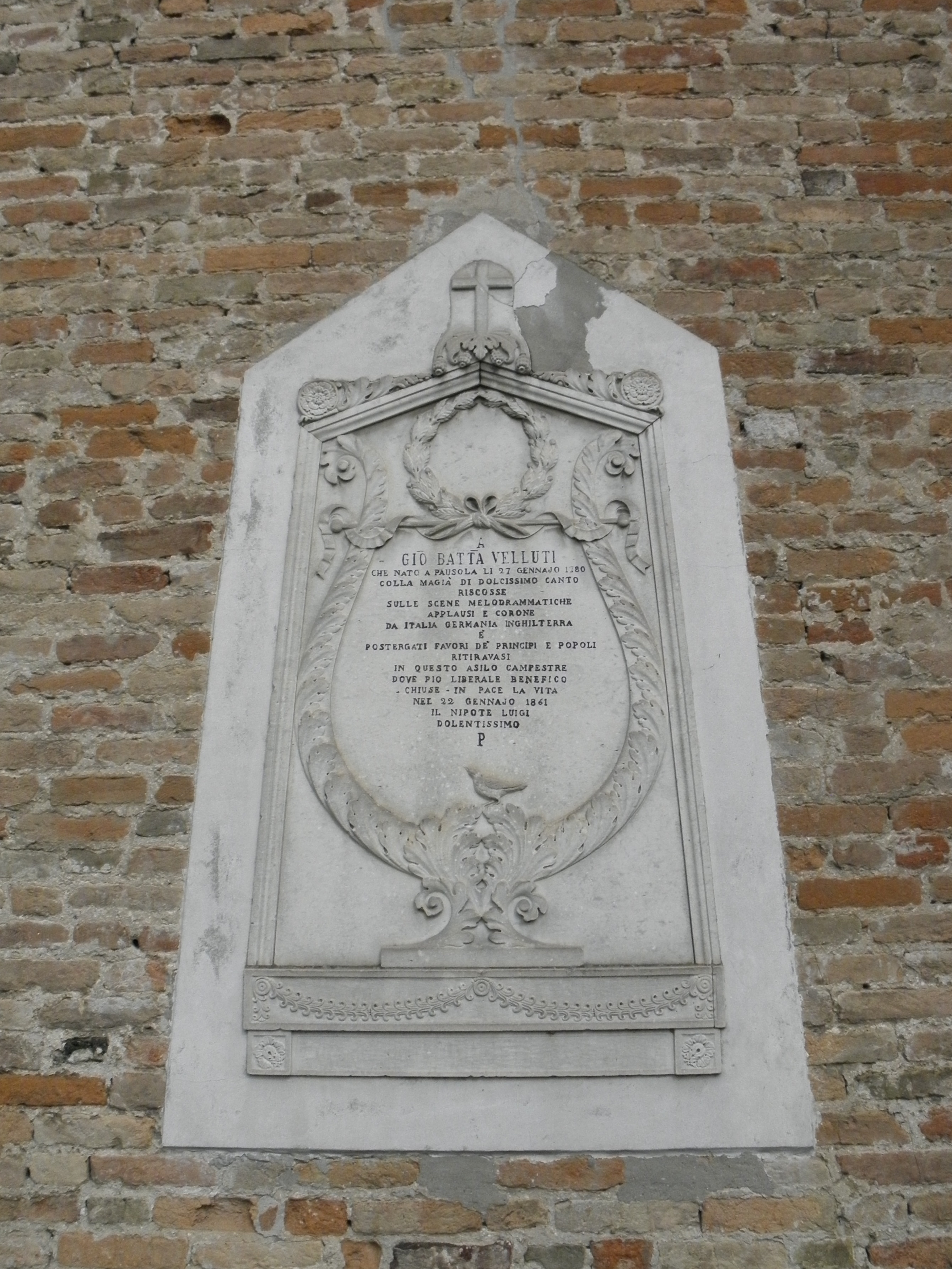
Sambruson: la lapide commemorativa dedicata a Giovanni Battista Velluti posta sul lato destro esterno della chiesa di Sant'Ambrogio.

A Sambruson acquistò anche un terreno ed iniziò ad interessarsi dei più moderni metodi nel campo dell'agricoltura. Condusse vita ritirata, anche se si mantenne in corrispondenza con gli amici, e con Rossini, con il quale si riconciliò in età avanzata. Quando morì, nel 1861 a 80 anni, la notizia suscitò un certo stupore poiché nessuno si immaginava fosse ancora in vita. Infatti, la sua figura era diventata il simbolo di un periodo della storia musicale ormai definitivamente tramontato.
La sua città natale, che oggi si chiama Corridonia, gli ha intitolato il Teatro Condominale (costruito nel 1909) e ha dato il suo nome ad una strada. Una lapide è apposta sulla sua casa natale.
Un'altra lapide a lui dedicata è collocata sul fianco destro della chiesa parrocchiale di Sant'Ambrogio a Sambruson, frazione del comune di Dolo. Sempre a Dolo è stata a lui dedicata una via.

## Ruoli creati
- Il ruolo del titolo in Coriolano di Nicolini (26 dicembre 1808, Milano)
- Arsace in Aureliano in Palmira di Rossini (26 dicembre 1813, Milano)
- Il ruolo del titolo in Andronico di Mercadante (26 dicembre 1821, Venezia)
- Tebaldo in Tebaldo e Isolina di Francesco Morlacchi (4 dicembre 1822, Venezia)
- Alfonso in Alfonso ed Elisa di Mercadante (26 dicembre 1822, Mantova)
- Armando d'Orville ne Il crociato in Egitto di Meyerbeer (7 marzo 1824, Venezia)